# PNF
PNF（ピーエヌエフ、Proprioceptive Neuromuscular Facilitation、固有受容性神経筋促通法）は1940年代にアメリカで誕生した促通手技の一つの方法である。主にリハビリテーションなどで用いられる。

## 概要
主な特徴として、対角線的、螺旋系の人間の本来の動作に着目。身体に備わる「反射」を促通手技の結果として反応させて神経、筋機能の向上、各関節の可動域らの回復を図ろうとするものである。反射には伸張反射等が挙げられる。理論構築したハーマン・カバットの弁に因ればPNFは理論というよりもある種の治療哲学に近いという。定義としては、「人は生まれながらにして出来る事に限りがあると共に、潜在能力が存在する。その潜在能力を引き出すための理論、哲学。」だとしている。
1940年代の後半に、医師であるKabat博士がポリオ後遺症患者の筋収縮を高めるための生理学的理論を構築し、KnottとVossの理学療法士と一緒に開発した運動療法PNF (proprioceptive neuromuscular facilitaition；固有受容性神経筋促通法）である。現在では、脊髄性の疾病だけでなく、中枢神経疾患・末梢神経疾患・スポーツ傷害（外傷・障害）なども対象となる。Kabatが、ポリオ後遺症患者に対するリハビリテーションからチャールズ・シェリントンの研究などを基にした神経生理学的原理を引用、理論化し、弱い遠位筋の反応を機能的に関連のあるより強い近位筋からの発散によって促通する際に、最大抵抗と伸張の効果を確認できるらせん的および対角線的な特徴をもった集団運動パターンの運動の組み合わせを発見した。

## 定義
PNFとは、固有受容器を刺激することによって、神経筋機構の反応を促通する方法と定義され、末梢神経疾患のみでなく、中枢神経疾患の治療としても用いられることが大きな特徴である。固有受容器とは、位置、動き、力の受容器のことで、関節包の受容器、靭帯の受容器のほかに、筋紡錘、腱紡錘、関節上の皮膚の動き受容器をさし、これらの受容器の刺激の方法として、関節の圧縮・牽引、筋の伸張、運動抵抗、PNF運動開始肢位などがあげられる。なかでも、Kabatは、全運動範囲にわたる最大抵抗を強調し、最大抵抗を使用することで弱化した筋への発散効果を最大にさせると指摘している。

## 促通要素
Kabatは当初，反応を促通する要因として、
1. 最大抵抗
2. 伸張
3. 集合運動パターン
4. 反射
5. 拮抗筋による逆運動

の5つを明示していたが、最近のPNFでは、EBMに基づき下記のような11の促通要素から構成されている。

## 歴史
1940年代にアメリカの神経生理学者であった、ハーマン・カバットが理論構築し、1950年代に理学療法士のマーガレット・ノット、ドロシー・ボスらによってその具体的方法および手技が模索・確立された。促通方法（以下ファシリテーションテクニック）は1950年代のアメリカの理学療法士でもあり作業療法士マーガレット・S・ルードの考案した、現在ルード・アプローチと呼ばれるものが1つの方法としてあげられる。それは徒手、打鍵器、ブラシ、氷さらにはゴムバンドや振動、臭いといった様々な道具、要素を利用した促通技術を用いてリハビリなどで成果を挙げている。ノットはルードと親交が深く、ルードの提唱した運動発達の概念をPNFの治療訓練に応用している。
スイスのバート・ラガツはPNFを水中で行い、その技術を水中PNFとして発展させている。
これらのファシリテーションテクニックを習得するのに時間がかかり、また、それを実践できる人材もそこまで豊富に存在しないため日本スポーツPNF協会は1996年2月を持って解散している。
しかし医療分野では、理学療法士らにとってPNFを必修とする例も生まれており、さらには1997年に日本初の国際PNF協会認定コース受講者が中心となり、日本における固有感覚受容性神経筋促通法（PNF）の進歩・発展とPNFの正しい普及を図ることを目的とし活動している。
また日本PNF研究会は、1994年5月に日本理学療法士協会の要望で発足した。発足の主旨は、日本の理学療法士会やスポーツ界でPNFの用語と手技の混乱が顕著であるため、正しい普及を図ることである。本会は、2005年5月に日本PNF学会に名称変更した。

## 関連人物
- 栁澤健